# (23535) 1993 QL7
A (23535) 1993 QL7 a Naprendszer kisbolygóövében található aszteroida. Eric Walter Elst fedezte fel 1993. augusztus 20-án.